# Weiherhammer
Weiherhammer é um município da Alemanha, localizada no distrito de Neustadt an der Waldnaab, no estado de Baviera.